# Omitama
Omitama (jap. 小美玉市 Omitama-shi) – miasto w Japonii, w prefekturze Ibaraki, na wyspie Honsiu. Ma powierzchnię 144,74 km². W 2020 r. mieszkało w nim 48 870 osób, w 18 322 gospodarstwach domowych  (w 2010 r. 52 279 osób, w 17 159 gospodarstwach domowych) .
W mieście znajduje się port lotniczy Ibaraki.

## Historia
Miasto Omitama powstało 27 marca 2006 roku w wyniku połączenia miejscowości Ogawa, Minori (z powiatu Higaashiibaraki) i wioski Tamari (z powiatu Niihari).

## Geografia
Miasto sąsiaduje z miejscowościami:
- Ishioka
- Namegata
- Hokota
- Kasama
- Ibaraki

## Populacja
Zmiany w populacji terenu miasta w latach 1950–2020: